# Адсорбція мобільна
Адсорбція мобільна (рос. мобильная адсорбция, англ. mobile adsorption) — різновид адсорбції, коли молекули адсорбату вільно пересуваються по поверхні. Рухливість адсорбату зростає зі збільшенням температури.
Мобільна адсорбція може бути локалізованою й нелокалізованою: 
- Локалізована мобільна адсорбція (локализованная подвижная адсорбция, localized mobile adsorption) — мобільна адсорбція, в якій адсорбат переважну частину часу перебуває на адсорбційних центрах, але може мігрувати або десорбуватися та реадсорбуватись у іншому місці.
- Нелокалізована мобільна адсорбція (нелокализованная подвижная адсорбция, non-localized mobile adsorption) — мобільна адсорбція, при якій рухливість молекулярних частинок адсорбата є настільки великою, що лише мала їх частина перебуває на адсорбційних центрах, а більша частина — в інших положеннях на поверхні.